# Třída S a T
Třída S a T byla třída torpédoborců Royal Navy z období druhé světové války. Celkem bylo postaveno 16 jednotek této třídy. Za druhé světové války byly ztraceny dva z nich. Jeden torpédoborec třídy T byl v 50. letech přestavěn na fregatu typu 15 Rapid. Dalších sedm torpédoborců třídy T bylo přestavěno na fregaty typu 16 Tenacious. Zahraničními uživateli třídy bylo Nizozemsko a Norsko.

## Pozadí vzniku
Postaveno bylo celkem 16 jednotek tříd S a T. Postaveny byly ve dvou identických sériích po osmi kusech, přičemž jména lodí v každé sérii začínají na S a T.
Jednotky třídy S a T:
| Jméno                       | Loděnice                  | Založení kýlu | Spuštění na vodu   | Přijetí do služby | Status |
| --------------------------- | ------------------------- | ------------- | ------------------ | ----------------- | --- |
| Saumarez (G12)              | Hawthorn Leslie, Hebburn  | 1942          | 20. listopadu 1942 | červenec 1943     | Vůdčí loď. Dne 22. října 1946 těžce poškozen při incidentu v Korfském průlivu, neopraven, vyřazen 1950.                                                     |
| Savage (G20)                | Hawthorn Leslie, Hebburn  | 1942          | 24. září 1942      | červen 1943       | Vyřazen 1962. |
| Scorpion (G72, ex Sentinel) | Cammell Laird, Birkenhead | 1941          | 26. srpna 1942     | květen 1943       | Od října 1945 provozován nizozemským námořnictvem jako Kortenaer. Vyřazen 1962.                                                                             |
| Scourge (G01)               | Cammell Laird, Birkenhead | 1941          | 8. prosince 1942   | červenec 1943     | Od února 1946 provozován nizozemským námořnictvem jako Evertsen. Vyřazen 1962.                                                                              |
| Serapis (G94)               | Scotts, Greenock          | 1941          | 25. března 1943    | prosinec 1943     | Od října 1945 provozován nizozemským námořnictvem jako Piet Hein. Vyřazen 1961.                                                                             |
| Shark (G03)                 | Scotts, Greenock          | 1941          | 1. června 1943     | březen 1944       | Před dokončením předán norskému námořnictvu, zařazen jako Svenner. Dne 6. června 1944 potopen v Normandii německými torpédovkami T28, Möwe, Falke a Jaguar. |
| Success (G26)               | White, Cowes              | 1941          | 3. dubna 1943      | září 1943         | Před dokončením předán norskému námořnictvu, zařazen jako Stord. Vyřazen 1959.                                                                              |
| Swift (G46)                 | White, Cowes              | 1941          | 15. června 1943    | prosinec 1943     | Dne 24. června 1944 potopen minou. |
| Troubridge (R00)            | John Brown, Clydebank     | 1941          | 23. září 1942      | březen 1943       | Vůdčí loď. Roku 1957 přestavěn na fregatu typu 15 Rapid. Vyřazen 1970.                                                                                      |
| Teazer (R23)                | Cammell Laird, Birkenhead | 1941          | 7. ledna 1943      | září 1943         | Přestavěn na fregatu typu 16 Tenacious. Vyřazen 1965. |
| Tenacious (R45)             | Cammell Laird, Birkenhead | 1941          | 24. března 1943    | říjen 1943        | Přestavěn na fregatu typu 16 Tenacious. Vyřazen 1965. |
| Termagant (R89)             | Denny, Dumbarton          | 1941          | 22. března 1943    | říjen 1943        | Přestavěn na fregatu typu 16 Tenacious. Vyřazen 1965. |
| Terpsichore (R33)           | Denny, Dumbarton          | 1941          | 17. června 1943    | leden 1944        | Přestavěn na fregatu typu 16 Tenacious. Vyřazen 1966. |
| Tumult (R11)                | John Brown, Clydebank     | 1941          | 9. listopadu 1942  | březen 1943       | Přestavěn na fregatu typu 16 Tenacious. Vyřazen 1965. |
| Tuscan (R56)                | Swan Hunter, Wallsend     | 1941          | 28. května 1942    | březen 1943       | Přestavěn na fregatu typu 16 Tenacious. Vyřazen 1966. |
| Tyrian (R67)                | Swan Hunter, Wallsend     | 1941          | 27. července 1942  | duben 1943        | Přestavěn na fregatu typu 16 Tenacious. Vyřazen 1965. |

## Konstrukce

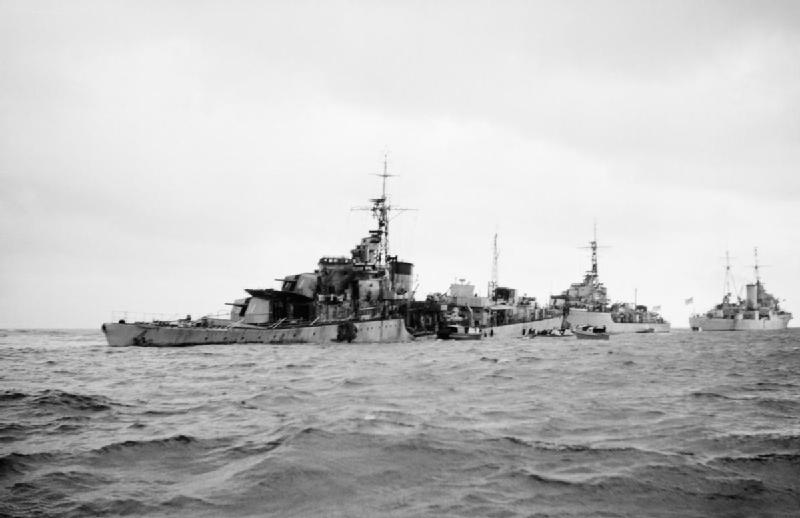
HMS Saumarez těžce poškozený minou při incidentu v Korfském průlivu roku 1946

Hlavňovou výzbroj po dokončení tvořily čtyři dvouúčelové 120mm/45 kanóny QF Mk.IX, umístěné v jednodělových věžích a dva 40mm kanóny. Nesly též dva čtyřhlavňové 533mm torpédomety. K napadání ponorek sloužily dva spouštěče a čtyři vrhače pro svrhávání hlubinných pum. Pohonný systém tvořily dva tříbubnové kotle Admiralty a dvoje parní turbíny Parsons o výkonu 40 000 shp, pohánějící dva lodní šrouby. Nejvyšší rychlost dosahovala 36,75 uzlu.

### Modifikace

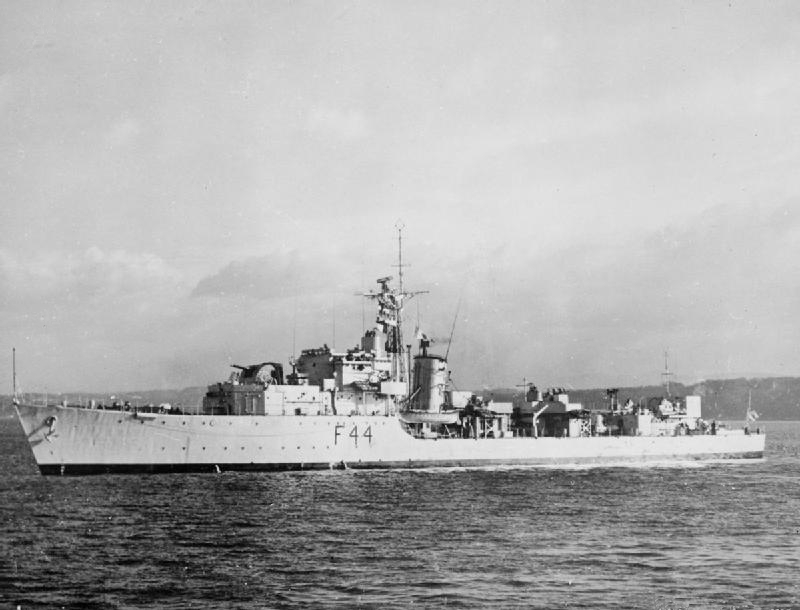
HMS Tenacious po přestavbě na fregatu typu 16 Tenacious

Výzbroj jednotlivých lodí se mohla lišit a za války byla různě modifikována. Torpédoborec Savage byl experimentálně dokončen s odlišnou hlavní výzbrojí čtyř dvouúčelových 114mm/45 kanónů, z nichž dva verze QF Mk.IV byly v plně uzavřené věži na přídi (elevace 80°) a dva verze QF Mk.III v jednodělových věžích na zádi (elevace 55°). Torpédoborce Scorpion nesl místo 40mm dvojkanónů čtyři 40mm kanóny Pom-pom. Do konce války byla lehká výzbroj posílena až na pět 40mm kanónů Bofors a dvanáct 20mm kanónů. Zásoba hlubinných pum přitom byla zvětšena na 70–130 kusů.
Torpédoborec Troubridge byl roku 1957 modernizován na rychlou protiponorkovou fregatu typu 15 Rapid. Zbývajících sedm torpédoborců třídy T bylo modernizováno na protiponorkové fregaty typu 16 Tenacious.

## Operační služba
Za druhé světové války byly ztraceny dvě jednotky této třídy. Stalo se tak v roce 1944. Britský torpédoborec Swift potopila mina a norský Svenner (původně HMS Shark) potopily, při podpoře vylodění v Normandii, německé torpédovky.

## Zahraniční uživatelé
Nizozemsko
V letech 1945–1946 nizozemské námořnictvo získalo torpédoborce Kortenaer (ex Scorpion), Evertsen (ex Scourge) a Piet Hein (ex Serapis) v roce 1945 zakoupilo Nizozemsko. Vyřazeny byly do roku 1962.
 Norsko
Torpédoborce Svenner (ex Shark) a Stord (ex Success) získalo ještě před dokončením Norsko. Svenner byl roku 1944 potopen. Stord byl vyřazen roku 1959.